# Otto Marseus van Schrieck
Otto Marseus van Schrieck (Nijmegen, 1619, – 22 de junho 1678, Amsterdam) foi um pintor no Século de Ouro dos Países Baixos. É conhecido por suas pinturas de paisagens naturais, retratando a fauna e a flora.